# Nossa Senhora das Graças
Nossa Senhora das Graças is een gemeente in de Braziliaanse deelstaat Paraná. De gemeente telt 4.055 inwoners (schatting 2009).

## Aangrenzende gemeenten
De gemeente grenst aan Cafeara, Colorado, Guaraci, Santa Fé en Santo Inácio.